# Peter Taksøe-Jensen
Peter Taksøe-Jensen (født 17. marts 1959 i København) er Danmarks ambassadør i Italien.
Taksøe-Jensen har desuden været Danmarks ambassadør i USA, fra 2010 - 2015. Da Lars Gert Lose blev ny ambassadør i USA, blev Taksøe-Jensen ny dansk ambassadør i Indien fra 2015 - 2019. Derefter var han Danmarks ambassadør i Japan fra 2019 - 2023.
Han blev uddannet jurist fra Københavns Universitet i 1986, og senere ansat i Udenrigsministeriet.
16. april 2007 blev han Ridder af 1. grad af Dannebrogordenen.